# Mačkovec (Kočevje, Slovenija)
Mačkovec je naselje u slovenskoj Općini Kočevju. Mačkovec se nalazi u pokrajini Dolenjskoj i statističkoj regiji Jugoistočnoj Sloveniji. 

## Stanovništvo
Prema popisu stanovništva iz 2002. godine naselje je imalo 30 stanovnika.